# Burg Schaumberg (Thüringen)
Die  Burg Schaumberg, auch Schaumburg genannt, ist die Ruine einer Höhenburg auf 492 m ü. NN westlich von Schalkau in Thüringen. Sie war Stammsitz des Adelsgeschlechts der Schaumberger, die die umliegenden Ländereien vom 12. bis zum 14. Jahrhundert beherrschten.

## Geschichte
Die Geschichte der Burg lässt sich bis ins Jahr 1147 zurückverfolgen. Vermutlich wurde sie von den Burggrafen von Meißen aus der Familie Sterker von Wohlsbach errichtet und Ende des 12. oder zu Beginn des 13. Jahrhunderts von den Schaumbergern erworben. Mit der urkundlichen Erwähnung des Adelsgeschlechtes der Schaumberger 1216, auf ihrer nunmehrigen Stammburg, beginnt auch die eigentliche Geschichte Schalkaus: die Dienstleute und Knechte der Burg wurden zum großen Teil am Fuß des Schaumbergs angesiedelt. Seinerzeit bezeichnete man die Pferde- und Kriegsknechte als Schalken, so dass zu Recht angenommen werden kann, dass dies der Siedlung den Namen gab, zumal im Land vor dem Wald auch heute noch von der Stadt Schalken gesprochen wird.
Wie im ausgehenden Feudalismus und im Mittelalter gang und gäbe, haben auch im Schalkauer Land die Macht- und Besitzverhältnisse ständig gewechselt: die Schaumberger wurden Mitte des 14. Jahrhunderts von den Hennebergern verdrängt und zogen sich nach Rauenstein zurück. Der Gemahl der hennebergischen Prinzessin Katharina, Markgraf Friedrich III. von Meißen, der die Pflege Coburg als Heiratsgut erhalten hatte, verlieh am 6. Dezember 1362 dem Fleckchen Schalkau das Stadt- und Marktrecht.
Die Burg wurde unter Wilwolt von Schaumberg, der die Burg um 1500 für Schaumberg zurückerworben hatte, 1501–1503 zur modernen Veste ausgebaut und überstand wirtschaftliche Krisen und politische und religiöse Kriege unbeschadet bis zum Dreißigjährigen Krieg. In den ersten Tagen des Juli 1635 ging die Burg auf dem Schaumberg nach gründlicher Plünderung in Flammen auf. Fünf Jahre später wurde sie erneut überfallen und diesmal sank der Rest der Burg und Vorburg vollends in Trümmer.

## Erhaltungszustand
Von der einstmals stolzen Feste sind nur Ruinen übrig geblieben, doch dessen ungeachtet ist die Burgruine eine sehenswerte Anlage und das größte Bodendenkmal des Landkreises Sonneberg. Die Stadt Schalkau hat den Wert der Ruine Schaumberg für die Entwicklung des Tourismus im Schalkauer Land erkannt und zu Beginn der 1990er Jahre umfangreiche Sicherungs- und Rückbaumaßnahmen eingeleitet, um das Denkmal zu erhalten und für den Tourismus zu erschließen.